# 大決戦!超ウルトラ8兄弟
『大決戦!超ウルトラ8兄弟』（だいけっせん ちょうウルトラはちきょうだい）は、2008年9月13日に全国松竹系映画館にて公開された円谷プロダクション製作の特撮映画作品。
キャッチコピーは「この世界を、僕が守る」。

## 概要
昭和ウルトラマンシリーズのオリジナルキャストが出演した前作『ウルトラマンメビウス&ウルトラ兄弟』の好評を受け、本作品ではさらに昭和ウルトラマンと平成ウルトラマンの共闘を描く。タイトル通り、本編にはウルトラマンティガ、ウルトラマンダイナ、ウルトラマンガイア、ウルトラマンメビウス、初代ウルトラマン、ウルトラセブン、ウルトラマンジャック、ウルトラマンAの8体のウルトラ戦士からなる超ウルトラ8兄弟が登場する。当時はマルチバースの設定が確立される前だったため、いわゆる「平成シリーズ」である前3者と他の「光の国シリーズ」（『メビウス』含む）とは世界観が異なるためにこれまで相容れなかったが、今回はパラレルワールドという形で初の共演を果たしている。
本作品は横浜港開港150周年の前祝作品として製作され、それに併せて横浜が本編の舞台として設定されている。横浜市が撮影に全面協力し、通常は映画などの撮影を許可していない横浜中華街や横浜公園などでも特別に撮影が行われた。
ティガの起用について、プロデューサーの鈴木清は「ティガは多くの伝説と記憶を残した作品。ウルトラシリーズの総決算の作品を目指す」と語った。また、本作品で主演を務める長野博は『ウルトラマンティガ THE FINAL ODYSSEY』以来、8年ぶりにマドカ・ダイゴ=ティガを演じる。他にもアスカ・シン、高山我夢、ヒビノ・ミライ、そして前作に引き続き4兄弟の人間体もすべてオリジナルキャストが演じている。平成3部作の主人公が人間体で共演するのも本作品が初である。
各作品のテレビシリーズ本編でのヒロインたちもオリジナルキャストが演じており、彼らの妻や恋人として登場する他、かつて防衛隊員などを演じた俳優が多数カメオ出演している。また、吉本多香美が演じるレナが実父の黒部進演じるハヤタの娘に設定されている他、女性キャラの娘役として実子が多数出演し、『ガイア』での共演が縁で結ばれた高野八誠と石田裕加里夫妻も実子とともに夫婦役で出演。監督の八木毅は、佐原健二・川地民夫・木之元亮・影丸茂樹・石橋けいは脚本の時点で出演を前提とした当て書きだったと証言。長野とムナカタ役の大滝明利を除く経済観光局・観光交流推進課の職員は、本物の横浜市役所の公務員が演じた。
登場怪獣・宇宙人は、舞台である横浜と縁のあるゲスラ、セブン最後の敵パンドン、「光の国シリーズ」の宇宙人の中でまだ再登場していなかったヒッポリト星人、主役である『ティガ』の怪獣シルバゴンとゴルドラスが登場。
本作品より、本編・特撮の撮影方式が従来の35mmフィルム撮影からフィルムを一切使用しないパナソニックとのタイアップによるデジタル撮影のHD24P（ハイビジョン）方式に切り替っており、ノンリニアで全ての編集を行い、CG場面を含めて完全なハイビジョン作品として仕上げられた。特撮面では、ミニチュア特撮とCG双方に力が入れられている。
入場者プレゼントは、大怪獣バトルEX怪獣カード「ギガキマイラ」だった。親子ペア券、一般券、小人券を購入すると、「超ウルトラ8兄弟特製プラカップ」や大怪獣バトルEXスーパーコンボカード「ウルトラマンティガ」がプレゼントされた。

### 制作経緯
前作『メビウス&兄弟』は前評判が好調であったことから、公開前の2006年夏の時点で次作品についての検討が始められた。その中で、『メビウス&兄弟』では神戸とタイアップを行ったことが制作や宣伝に効果的であったことから、本作品では2009年に開港150周年を迎える横浜市を舞台とすることが提案され、2006年秋に映画製作が正式に決定された。
方向性が決まる以前には、ウルトラマンタロウを主役に『ウルトラマンメビウス&ウルトラ兄弟2』のタイトルで企画された。長谷川圭一が執筆したプロットには、タロウの他にメビウスや本作品にも登場する4兄弟（ウルトラマン、セブン、ジャック、エース）、前作に登場しなかったウルトラの父、ウルトラの母、ウルトラマンレオ、アストラ、ウルトラマン80、ウルトラマンヒカリ、『メビウス』のレギュラー（CREW GUYSのメンバー）、そして成人している設定で『ウルトラマン』のホシノ・イサム、『帰ってきたウルトラマン』の坂田次郎、『ウルトラマンA』の梅津ダン、『ウルトラマンタロウ』の白鳥健一が登場。酉澤安施によるペギラ、バードン、アストロモンス、タイラント、グランドタイラント（タイラントにゴモラ、エレキング、ツインテール、バキシム、アストロモンスが合体した強化版）のデザイン画も完成していた。しかし、『メビウス&兄弟』同様の路線とすることに懐疑的な意見が多く、この案は不採用となった。
バンダイからティガをメインとすることが提案され、長野博の出演が確定したことにより、2007年4月から企画が再始動した。プロデューサーの鈴木清による当初の案では、登場するウルトラマンはティガと件の5人（ウルトラマン、セブン、ジャック、A、メビウス）のみだったが、長谷川がダイナとガイアも登場させることを提案し、8人のウルトラマンが登場することとなった。ストーリーは、当初のプロットでは地球に隠れ住むヒッポリト星人の科学者とその娘が時空を歪めてしまうという展開だったが、最終的には赤い靴の少女と黒い影法師との対立を軸としたシンプルな構造に改められた。
監督には前作と同じく小中和哉が予定されていたが、スケジュールの都合がつかなかったため、当時『ULTRASEVEN X』を担当していた八木毅が起用された。八木の参加後にプロットが完成し、主演の長野も交えて脚本作業が進められた。当初はパンドンではなくブラックキングが検討されており、第1稿の脚本段階ではベロクロン、アーストロン、ゴルザ、ガンQの登場も予定されていた。
本編は2007年10月15日に、特撮は同年12月初旬にそれぞれクランクインした。

## ストーリー

映画の舞台となった横浜マリタイムミュージアム前に設置された4.5メートルの初代ウルトラマンの巨大立像。

テレビ番組のヒーロー・ウルトラマンに憧れるマドカ・ダイゴ、アスカ・シン、高山我夢の3人は、赤い靴を履いた不思議な少女と出会い、夕焼けの空に輝く一番星に願い事をする。ダイゴは宇宙船の船長になること、アスカはプロ野球選手になること、我夢は科学者になってダイゴの乗る宇宙船を開発すること。
しかし、それから25年の月日が流れ、ダイゴは横浜市役所観光課の職員、アスカは横浜スタジアムのボールボーイ、我夢は横浜マリタイムミュージアムの学芸員としてごく普通の平凡な日常を送っていた。
ある朝、横浜上空に蜃気楼が発生。その直後、ダイゴは見たことのないウルトラマンを目撃。さらにウルトラ兄弟が戦う夢を見るが、ダイゴと親交のあるハヤタ、モロボシ・ダン、郷秀樹、北斗星司が変身していた。
数日後、ダイゴは自分の住む世界とは似て非なる別の世界に迷い込み、ウルトラマンメビウスと怪獣キングゲスラの戦いに遭遇。ダイゴはテレビで観たウルトラマンとゲスラの戦いを思い出してメビウスに助言し、メビウスはキングゲスラを倒した。メビウス＝ヒビノ・ミライに礼を言われたダイゴは元の世界に戻るが、同時にミライもダイゴの世界に迷い込んできた。ミライは、赤い靴の少女から7人の勇者を目覚めさせてこの世界を救ってほしいと頼まれたという。
ダイゴとミライが7人の勇者を捜している最中、怪獣キングパンドンが出現。メビウスはキングパンドンを倒したが、スーパーヒッポリト星人の罠でブロンズ像にされてしまう。勝ち誇るスーパーヒッポリト星人は、キングシルバゴンとキングゴルドラスも呼び寄せる。
人々が絶望しかけた中、ダイゴは赤い靴の少女と会ったあの日、彼女と交わした約束をふと思い出した。そして、自分が目撃したウルトラマンは、別の世界での自分であることを知る。

## 登場人物

### ウルトラ戦士
それぞれが本来の世界とは違う別の世界の人物で、各作品のヒロインと戦いとは無縁の幸せな生活を送っている。この世界の異変に際してやって来たメビウスを除き、終盤で全員がウルトラマンとして活躍する別世界での自分との記憶が同期化することでウルトラマンとしての記憶が宿り、変身アイテムが現れて戦った。
- ウルトラマンの巨大化カットはメビウスとセブンを除きすべて新たに作り直されている[4]。人形は初代マンは近年テレビシリーズで新たに作られたものに顔の部分を新造、ジャックとエースは本作品用の新造形、ティガ・ダイナ・ガイアはテレビシリーズで使用された型から新たに作り起こされた[4][12]。
- スーツはウルトラマン・ウルトラセブン・ウルトラマンジャック・ウルトラマンAは『ウルトラマンメビウス&ウルトラ兄弟』のもので、ウルトラマンメビウスは演技者の体型に合わせて新調され、ウルトラマンティガ・ウルトラマンダイナ・ウルトラマンガイアも新調されたが、ウェットスーツが当時とは異なっている[13][4]。

マドカ・ダイゴ / ウルトラマンティガ
本作品の主人公。横浜市役所観光課に勤務する平凡な公務員。遅刻とデスクワークでの居眠りは日常茶飯事で勤務態度はあまり良くないが、外での仕事は真面目で海外からの視察団の観光都市としてのアピールや質疑応答の対応に追われている。かつては宇宙船の船長を夢見ていたが、現実を考えてレナと一緒にいたいために諦めていた。
ティガ・ダイナの世界ではGUTS隊員であり、超古代の光の遺伝子を受け継いでいたことでウルトラマンティガの光を宿す。
いち早くこの世界の異変に気づき、ミライとともに奔走。赤い靴の少女との約束を思い出したことで別の世界での記憶に目覚めて覚醒し、スパークレンスで変身。世界を守るために戦った。
事件解決後は夢だった宇宙飛行士になる夢を叶え、レナとNASAで結婚した。
アスカ・シン / ウルトラマンダイナ
ダイゴの幼馴染。プロ野球選手を目指していたが、ティガ・ダイナの世界と同様にスタンドプレーに走る性格。高校時代に甲子園の決勝ではその姿勢が災いし、押し出しで自滅。チームが敗退してしまったことに責任を感じて野球の夢を捨てるが、未練から横浜スタジアムのボールボーイとして働きながら燻っている。
ティガ・ダイナの世界ではスーパーGUTSの隊員であり、火星の光と一体化してウルトラマンダイナとなった。
我夢とともにダイゴの戦いを見て別の世界での記憶に目覚めて覚醒し、現れたリーフラッシャーで変身し、我夢＝ガイアとともにティガの救援に駆け付けた。
事件解決後は横浜ベイスターズにテスト入団し、エースピッチャーとなってチームを優勝に導いた。
高山 我夢（） / ウルトラマンガイア
ダイゴの幼馴染。ダイゴの乗る宇宙船を開発するという子供のころの夢のために反重力システムを研究する天才科学者だったが、その肩書きの重圧に耐えかねて完成目前で学界を退いてしまった。その後は横浜マリタイムミュージアムの学芸員に転職している。
ガイアの世界ではアルケミー・スターズおよびXIGのメンバーで、地球の意志が生み出した大地の光と一体化してウルトラマンガイアとなった。
アスカとともにダイゴの戦いを見て別の世界での記憶に目覚めて覚醒し、エスプレンダーで変身し、アスカ＝ダイナとともにティガの救援に駆け付けた。
本作品でパラレルワールドを「多次元宇宙論」という量子物理学の観点から科学的に解説した最初の人物で、事件解決後は藤宮の尽力で科学者に復帰し、アッコとも結婚する。再び反重力システム搭載の宇宙船を完成させた。
ヒビノ・ミライ / ウルトラマンメビウス
本作品では唯一のテレビシリーズと同一人物。自分の世界から時空を超え、ダイゴたちの住む世界にやって来た。
ダイゴに協力して世界の異変の原因を突き止めようとするが、この世界でハヤタたちに「兄さん」と呼び掛けて逆に困惑された。キングパンドンを倒した際、隙を突かれてヒッポリトタールでブロンズ像にされてしまったが、ウルトラ4兄弟のウルトラパリフィーによって救われ、彼らやティガたちとともに戦った。決戦後は元の世界に帰っていった。
新技・ライトニングスラッシャーを披露。
本作品の出来事はメビウス世界の時系列では、前作『ウルトラマンメビウス&ウルトラ兄弟』での戦いからテレビシリーズ第29話までの間とされている。
ハヤタ/ ウルトラマン
横浜でこの世界のフジ・アキコと結婚し、アキコとともにサイクルショップを経営する。娘のレナの恋人であるダイゴとも親しい。
ウルトラ兄弟の世界では科学特捜隊員で、パトロール中の事故で出会ったウルトラマンと一体化して活躍。
人々の声援で他の兄弟たちとともに記憶に目覚めて覚醒し、ベーターカプセルで変身した。
モロボシ・ダン / ウルトラセブン
横浜でこの世界のアンヌと結婚。アンヌとともにハワイアンレストラン「サンアロハ」を経営する。レストランにはハヤタや郷、北斗たちの他にダイゴ、アスカ、我夢もしばしば訪れる。
ウルトラ兄弟の世界ではウルトラセブンが勇敢な地球人・薩摩次郎をモデルに変身した仮の姿であり、ウルトラ警備隊員や宇宙パトロール隊MACの隊長としても活躍。
竜巻の影響で暴走したトラックから子供たちのピンチを救うなど、この世界でも勇敢さは変わらない。
人々の声援で他の兄弟たちとともに記憶に目覚めて覚醒し、ウルトラアイで変身した。
郷 秀樹（） / ウルトラマンジャック
この世界の坂田アキと結婚。アキや娘のメグとともに、自動車整備工場「坂田モータース」を経営する社長となっている。夢のレーシングカー「流星一号」の完成を目指している。工場の作業場の壁には、工場の前社長であり、アキの亡くなった兄・坂田健の写真が飾られている。
ハヤタやダン同様にこの世界ではごく普通の一般人だが、怪獣の暴れる被災地に単身でアキを助けに行こうとする勇敢さは変わらない。
ウルトラ兄弟の世界では怪獣災害で一度命を失ったが、ジャックと一体化してMAT隊員として活躍した。
人々の声援で他の兄弟たちとともに記憶に目覚めて覚醒し、変身して戦った。
ミライが坂田モータースを訪ねた際、ジャックの名前を何度も呼び直すというお遊びの場面がある。
北斗 星司（） / ウルトラマンエース
この世界の南夕子と結婚。夕子や娘の七海とともにパン屋を経営しており、ダイゴの通勤コースで常連。
本作品では夕子とともにごく普通の一般人であるが、子供たちの列に突っ込む暴走トラックを止めるために運転席に飛び乗るなど、ウルトラ兄弟の世界における北斗と変わらぬ勇敢さを持つ。少々短気な面も同じで、この世界では初対面となるミライにも喧嘩腰な態度を見せた。
ウルトラ兄弟の世界ではパン屋のトラック運転手だったが、夕子やエースとの出会いをきっかけにTAC隊員として活躍。
人々の声援で他の兄弟たちとともに記憶に目覚めて覚醒し、ウルトラリングで変身した。

### ウルトラ戦士の仲間たち
ウルトラ戦士たちが覚醒すると同時に、メグと七海以外は全員が別世界でウルトラマンたちと過ごしたそれぞれの自分たちとの記憶が同期化する。
レナ
本作品のヒロイン。ハヤタとアキコの一人娘にして、FM横浜の人気DJ。自分のために夢を捨てたダイゴには複雑な想いを抱いている。2度目の怪獣襲撃時のレナのラジオ放送が、ダイゴを覚醒させるきっかけを作る。
ティガ・ダイナの世界では、ダイゴとともにGUTSの隊員として活躍。
リョウ
横浜スタジアムに勤務しているアスカの同僚で、広報を担当する。夢破れたアスカを支えている。
ティガ・ダイナの世界ではスーパーGUTSの隊員としてアスカとともに活躍。
アッコ
本名は佐々木 敦子（）。
横浜マリタイムミュージアムに勤める我夢の同僚。
ガイアの世界ではXIGのオペレーターとして活躍。
アキコ
ハヤタの妻でレナの母。
ウルトラ兄弟の世界ではハヤタとともに科特隊隊員として活躍。
記憶に目覚めた時、その世界では科特隊メンバーには最後まで明かされなかったハヤタとウルトラマンの関係を知っていたかのようなセリフを口にしている。
アンヌ
ダンの妻。
ウルトラ兄弟の世界では、ダンとともにウルトラ警備隊隊員として活躍。
アキ
郷の妻。キングパンドン出現時、逃げ送れた老人を庇って火炎弾攻撃の余波で崩れたビルの瓦礫の下敷きとなって意識不明の重傷を負うが、決戦後に回復。
ウルトラ兄弟の世界でも郷の恋人だったが、それを利用したナックル星人によって兄である健とともに殺害された。また、郷がジャックであることを知らないうちに死亡したが、本作品の世界では病床でのうわ言ではあるがそれを知っていたかのような描写がある。
夕子（）
北斗の妻。看護師の資格も持ち、怪獣災害時には実習生の七海を連れて仮設救護所の看護活動を手伝った。
ウルトラ兄弟の世界では北斗とともにエースとなって戦ったTAC隊員で、正体は月星人だった。北斗には淡い恋心を抱いていたが、結ばれることはなかった。
メグ
郷夫妻の娘。整備士として父とともに「流星1号」の完成を目指す。ハヤタ、ダン、郷、北斗によるハワイアンバンドでヴォーカルを担当している。
七海（）
北斗夫妻の娘。普段は看護学校に通う傍ら、家業のパン屋を手伝っている。夕子とともにキドの下で救護活動に携わった。

### その他
万城目 淳（）
超常現象に詳しいSF作家。コメンテーターとして出演した地元テレビ局のニュース番組で横浜で発生した蜃気楼の分析と解説をする。
- 演じる佐原健二は『ウルトラQ』で主人公・万城目淳を演じた。

ショッピングモールの老人
買い物に来ていたところをキングパンドンの攻撃に巻き込まれ、アキに助けられる。
- 演じる西條康彦は『ウルトラQ』で戸川一平を演じた。

駄菓子屋の主人
少年時代のダイゴたちが行きつけていた神社付近の駄菓子屋の主人。ダイゴたちから新番組『ウルトラマン』放送開始を聞かされて嬉しそうな表情をしていた。
- 演じる二瓶正也は『ウルトラマン』でイデを演じた。

サワイ
国連事務総長。後輩のダイゴの夢を応援し、日本丸進水式の際も横浜港まで見送りに来てテープカットを行った。
- 演じる川地民夫は『ティガ』や『ダイナ』でサワイ・ソウイチロウを演じた。

ムナカタ
横浜市観光課課長でダイゴの上司。居眠りや遅刻の多いダイゴを叱るなど職務には厳格である。最終決戦では横浜市長への情報伝達役も務めた。
- 演じる大滝明利は『ティガ』や『ダイナ』でムナカタ・セイイチを演じた。

シンジョウ
FM横浜のラジオディレクターでレナの上司。
- 演じる影丸茂樹は『ティガ』や『ダイナ』でシンジョウ・テツオを演じた。

シンジョウ・マユミ
シンジョウの妹で横浜のテレビ局のニュースキャスター。万城目とともにメビウスおよび怪獣登場時の解説を担当した。
- 演じる石橋けいは『ティガ』や『ダイナ』でシンジョウ・マユミを演じた。

ヒビキ
横浜ベイスターズ監督。テスト入団したアスカを擁し、チームを優勝に導く。
- 演じる木之元亮は『ダイナ』でヒビキ・ゴウスケを演じた。

3人の横浜市民
ティガらを応援する横浜市民。
- 演じる小野寺丈、加瀬尊朗、亀山忍は『ダイナ』でナカジマ・ツトム、カリヤ・コウヘイ、ゴンドウ・キハチを演じた。

全国星覇会の団員
横浜ベイスターズ応援団員。最終決戦での超ウルトラ8兄弟の登場と活躍を見届けた。全国星覇会は、実在するベイスターズの応援団である。
ヒカリ
ダイゴとレナの娘。両親とともに日本丸でウルトラの星に旅立つ。
藤宮（）
我夢の友人である天才科学者で、ともに反重力理論を研究していた。学界を去った我夢とは違い、学界の権威にまで上り詰めて大学教授も務めるが、我夢に対しての友情は忘れておらず、我夢の研究の成果を横取りしなかった。後に我夢と反重力システム搭載の宇宙船を完成させ、ノーベル賞を受賞した。
藤宮 玲子（）
藤宮の妻。
ダイゴの家族
両親と祖父母。1966年7月17日の夕食時、ダイゴ、アスカ、我夢とともに『ウルトラマン』第1話「ウルトラ作戦第一号」を視聴。この時、食卓に並んでいたのはカレーだった。
- 母役の長澤奈央は、『ウルトラQ dark fantasy』第17話や『ウルトラマンマックス』第13・14話など、八木が監督した昭和を題材とした回に出演していたことから、本作品でも昭和の場面での役に起用された。

観光課職員A
ダイゴの同僚でムナカタの部下。怪獣災害による被害を報告し、市長やムナカタの指示で避難誘導を行っていた。
テレビキャスター
メビウスとキングパンドンの戦闘を解説する。
始球式のアイドル
横浜スタジアムでの横浜ベイスターズのプロ野球公式戦で始球式を務める。高校野球に詳しく、アスカが甲子園に出場した際のことも覚えていた。彼女の一言がアスカに夢を思い出させるきっかけとなる。
キド
破壊された横浜市の避難所で救護活動に奔走する医師。看護師の資格を持つ夕子と七海に支援を受ける。
- 演じる風見しんごは、映画『ウルトラマンコスモス2 THE BLUE PLANET』や『ウルトラマンコスモスVSウルトラマンジャスティス THE FINAL BATTLE』でキドを演じた。

横浜市長
ムナカタとともに怪獣災害の収拾に乗り出す。当時横浜市長だった中田宏本人が演じている。
赤い靴の少女
ダイゴたちが少年時代に出会った少女。彼らが大人になった現在、ミライの世界に同じ姿で現れて「7人の勇者」を目覚めさせるように伝え、こちらの世界でも大人となったダイゴに世界の危機を伝えた。その数年後にも、同じ姿でヒカリの前に現れる。その正体は明確に描写されていないが、シナリオではダイゴが彼女はウルトラマンや、ウルトラマンを信じる子供たちも好きだと推測。
ナレーター
石坂浩二が担当。冒頭のダイゴの通勤シーンで「あなたの目はあなたの体を離れて…」とナレーションを入れる。

## 超ウルトラ8兄弟
本作品に登場する8大ウルトラマンの総称。ティガ、ダイナ、ガイア、メビウスはそれぞれの基本形態のみ登場。終盤では8人全員が、全身を黄金色に輝かせたグリッターバージョンへと変身する。
超ウルトラ8兄弟の合体技
スペリオルストライク
超ウルトラ8兄弟が、それぞれの光線を同時発射する技。ギガキマイラのデザスタル・バーストの発射口である胸を狙い撃った。
ウルトラスペリオル
超ウルトラ8兄弟の発射したそれぞれの最も得意とする光線が融合し、すさまじい破壊力を生み出す合体光線。宇宙空間でギガキマイラを撃破した。
ウルトラグランドウォール
超ウルトラ8兄弟が力を合わせて作り出す超強力防御壁。ひとりのウルトラマンが作るバリヤーの数万倍の強度を誇る。ギガキマイラの放ったキマイラ・ショッカーを跳ね返し、大きなダメージを与えた。
エクセレント・リフレクション
超ウルトラ8兄弟が力を合わせて放つ再生光線。ギガキマイラの放ったデザスタル・バーストを無効化したのみならず、元素レベルまで破壊した海を再生した。
ウルトラパリフィー
邪悪なエネルギーを無力化して浄化する光線。
ダイナとガイアが同時に放ち、ティガを閉じ込める特殊カプセルを破壊した。
マン、セブン、ジャック、Aが並んで放ち、ブロンズ像にされたメビウスを復活させた。
イリュージョニックスラッガー
セブンのアイスラッガーがウルトラ7兄弟の腕から放った光線と融合して数十個に分裂し、ギガキマイラを足止めした。

### グリッターバージョン
人々が信じた未来や希望の“光”を得てパワーアップした姿。銀の部分が金、赤の部分が赤みのある金と元々のカラーを金色に変えたカラーリングとなっている。『ウルトラマンティガ』のグリッターティガのように巨大化はせず、身長は通常時と同じ。
必殺技
スペリオルマイスフラッシャー
同じグリッターバージョンになったマン、セブン、ジャック、A、ティガ、ダイナ、ガイア、メビウスが力を合わせ放つ合体光線。巨大暗黒卿 巨大影法師に放ち消滅させた。

## 登場怪獣・宇宙人
地獄星人 スーパーヒッポリト星人

海獣 キングゲスラ

双頭怪獣 キングパンドン

剛力怪獣 キングシルバゴン

超力怪獣 キングゴルドラス

究極合体怪獣 ギガキマイラ
ウルトラ戦士に倒されたスーパーヒッポリト星人、キングゲスラ、キングパンドン、キングシルバゴン、キングゴルドラスの残存エネルギーと、黒い影法師たちの生み出す世界に渦巻く無数の悪意のエネルギーが融合・合体して誕生した超巨大な姿を持つ大怪獣。
各パーツの構成は、2つの首と4本の腕と腰の付け根がキングシルバゴンとキングゴルドラス、胴体がスーパーヒッポリト星人、下半身がキングゲスラ、尻尾がキングパンドンとなっている。合体した各怪獣たちの特徴を併せ持つと同時にそれらの頭部が独立しており、あらゆる方位からの攻撃に対応できるため、死角が全くない。一杯に開けたキングシルバゴン型の頭部の口やキングゲスラ型の下半身の口は非常に大きく、ウルトラマンをも丸飲みにしかけたほど。巨体に反して素早く動くことができ、また宇宙空間でも自由に活動可能。各個体にそれぞれの特定の意志はなく、ただ純粋な破壊活動のみを目的に暴れ回る。
得意技はスーパーヒッポリト星人型の胴体の四方から突き出た4つの触角から放つ破壊光弾デカダント・ヘルレーザー、キングゴルドラス型の首の口から放つ電撃光弾ゴルド・デストラクター、キングシルバゴン型の首の口から放つ青色火炎弾シルバ・デストラクター、その合体技ツイン・デストラクター、キングパンドン型の尻尾の口から放つ灼熱の火炎弾パンドン・ヘルマグマ、各パーツを構成している怪獣たちの口や触角の部分を光り輝かせながら、全エネルギーをスーパーヒッポリト星人型の胴体に収束させて放つ最強必殺光線デザスタル・バーストを使う。この破壊光線の威力は対象を物理的に破壊するだけではなく、元素を粉砕、生命エネルギーなどを奪い去ってたちまち砂に変えてしまうほどの破壊力を持ち、劇中では横浜ベイブリッジを寸断し真下の海面をも炎上させている。
誕生した直後、ティガ、ダイナ、ガイアを窮地に追い込むが、そこへ変身したウルトラ4兄弟と、彼らによって復活したメビウスも加わり、勢揃いした超ウルトラ8兄弟と空中戦を繰り広げる。激闘の末に8兄弟の合体バリヤー・ウルトラグランドウォールでデザスタル・バーストを撥ね返されてダメージを負い、宇宙へ逃亡するが、追ってきた8兄弟の合体技イリュージョニック・スラッガーで足止めされ、最後は8兄弟全員による合体光線ウルトラスペリオルを受けて大爆発した。
- スーツではなくフルCGで表現された。
- ギガキマイラという名称はネット上の公募によるもので、初期デザインの段階ではアルティザウラーという名称が付けられていた。
- 劇中では名前は呼ばれず、北斗からは単に「怪獣」と呼ばれている。
- 初稿デザインでは、キングパンドンではなくブラックキングが登場予定であったためその意匠が入っていた。第2稿では、クラゲのイメージで体の大半が半透明となった内部発光するデザインであったが、CG班の作業が大変になるため完成作品での形状へと至った。
- 『ウルトラゾーン』第2話のミニコーナー「怪獣漫才」では、ベリュドラと「団体行動」というコンビを組んで登場。また、第14話のアイキャッチでは女性と卓球を行う姿が描かれている。

邪心王 黒い影法師
人間の持つ悪意、憎しみ、恐れ、などの負の感情から生まれた邪悪なエネルギーの集合体が実体化した存在。黒いフード付きのマントを着た人影のような姿をしている。各地に複数が存在し、無数で集まって巨大化もできる。今回の事件の黒幕で、スーパーヒッポリト星人を影で操りこの世界の侵略と破壊を目論んだ。その目的はウルトラマンの存在する全ての平行宇宙の制圧である。
手から放つ黒い竜巻状のエネルギーで直接手を触れずに物体を動かす超能力を持ち、これでトラックを暴走させて通学途中の子供たちや乳母車に乗った赤子を轢殺しようとしたがハヤタら4人の活躍で阻まれて失敗。その後、倒された5大怪獣の残存エネルギーと自身らの体内にある世界に渦巻く無数の悪意のエネルギーを融合させてギガキマイラを誕生させた。
劇中の赤い靴の少女からは「侵略者」あるいは「奴ら」と呼ばれている。自身らは直接戦わず、あくまでただ様子を見守る観察者的な存在である。また、背後に発生している紫色のもやと思われるものは夜のシーンでのみ見受けられ、朝や昼などの時間帯には全く見受けられない。

巨大暗黒卿 巨大影法師
ギガキマイラが超ウルトラ8兄弟に倒された後、無数の黒い影法師たちが集まり、その邪念を統合して巨大化した姿で、悪意の集合体ともいえる存在。
本人いわく「何度でも強い怪獣を呼び寄せる」ことができるらしく、再び怪獣たちを暴れさせてウルトラマンを消し去り、人類を絶望させようと宣言するが、その直後グリッターバージョンとなった超ウルトラ8兄弟のスペリオルマイスフラッシャーを受け、自身が滅びないことを叫びつつ消滅した。登場してすぐに倒されてしまったためにその戦力は不明。

迷子珍獣 ハネジロー
『ウルトラマンダイナ』に登場した迷子珍獣。本作品ではストーリー終盤でヒカリの友達として登場しているが、本作品の世界における詳しい出自は不明である。

## 登場メカ
F-15J イーグル
航空自衛隊の主力戦闘機。キングシルバゴンとキングゴルドラスを迎え撃つために出撃。強化された怪獣の強固な皮膚とバリヤーはミサイル攻撃を受け付けず、逆に怪獣たちの攻撃で全滅させられる。劇中では7機登場。
UH-1J ヒューイ・CH-47J チヌーク
自衛隊のヘリコプター。キングパンドンの襲撃を受けた後の横浜市に派遣されている。
日本丸
文部科学省の航海練習船「日本丸」をベースに作られた帆船型宇宙船。練習船としては1984年に現役を引退し、横浜マリタイムミュージアムに隣接する日本丸メモリアルパークの展示ドックにて公開展示されていた。
エピローグで、高山我夢と藤宮によって開発された反重力システムとソーラーパネルを搭載して人類初の恒星間宇宙船として改装し、ワープ航法で宇宙空間を移動して、M78星雲光の国を目指して旅立つ。船長はダイゴ、操縦士はアスカ、機関士は我夢で各員の家族が搭乗している。
ジェットビートル
『ウルトラマン』に登場した科学特捜隊の主力戦闘攻撃機ジェットビートルと同型の宇宙船。
ハヤタ夫妻が搭乗し、日本丸とともにM78星雲への航海に旅立つ。
ウルトラホーク1号
『ウルトラセブン』に登場したウルトラ警備隊の主力戦闘攻撃機ウルトラホーク1号と同型の宇宙船。
モロボシ夫妻が搭乗し、日本丸とともにM78星雲への航海に旅立つ。
マットアロー1号
『帰ってきたウルトラマン』に登場したMATの主力戦闘攻撃機マットアロー1号と同型の宇宙船。
郷夫妻が搭乗し、日本丸とともにM78星雲への航海に旅立つ。
タックスペース
『ウルトラマンA』に登場したTACの宇宙戦闘攻撃機タックスペースと同型の宇宙船。
北斗夫妻が搭乗し、日本丸とともにM78星雲への航海に旅立つ。

## キャスト
- マドカ・ダイゴ - 長野博
- レナ - 吉本多香美[注釈 17]
- ハヤタ - 黒部進
- モロボシ・ダン - 森次晃嗣
- 郷秀樹 - 団時朗
- 北斗星司 - 高峰圭二
- アスカ・シン - つるの剛士
- 高山我夢 - 吉岡毅志
- ヒビノ・ミライ - 五十嵐隼士
- アキコ - 桜井浩子
- アンヌ - ひし美ゆり子
- アキ - 榊原るみ[注釈 18]
- 夕子 - 星光子
- リョウ - 斉藤りさ
- アッコ - 橋本愛[注釈 2]
- 藤宮 - 高野八誠
- 藤宮玲子 - 石田裕加里[注釈 2]
- その子供 - 妃菜花[注釈 19]
- メグ - 松下恵[注釈 20]
- 七海 - 紫子[注釈 21]
- ヒカリ - 橋本くるみ
- 赤い靴の少女 - 飯塚百花
- 子供時代のダイゴ - 小川光樹
- 子供時代のアスカ - 平澤慧洸
- 子供時代の我夢 - 荒木博斗
- 駄菓子屋の主人 - 二瓶正也
- ダイゴの母 - 長澤奈央
- ダイゴの父 - 安藤一人
- 観光課長 - 大滝明利
- FMヨコハマディレクター - 影丸茂樹
- 観光課職員A - 市村直樹
- 観光課職員B - 上原ゆりか
- 救急テントの看護師 - 小野奈津子
- 外国視察団A - Delpiano Alain、Delpiano Mylene、Savart Laurent、Graham Cameron、Snell Todd、Faucard Benjamin、Bond Jeffery、Irmoy Ben
- 外国視察団B - Martin Stephane、Dunkel Samja、Dale-Batters Gillian、Wikinson Ermie
- テレビ司会者 - 石橋けい
- テレビキャスター - 莇陽子
- 屋上のリポーター - マッスル力也
- 日本丸のリポーター - 大園康志
- 始球式のアイドル - 伴杏里
- ダイゴの祖父 - 山浦栄
- ダイゴの祖母 - 安田洋子
- トラックの運転手 - 原武昭彦
- 観光課通訳 - 永田優子
- ハワイアンバックバンド - 岩佐三郎、ヒロ笹川、伊藤秀武、藤原武
- 横浜北高校野球部監督 - 稲川誠[注釈 22]
- 横浜ベイスターズ球団社長 - 佐々木邦昭[注釈 23]
- ショッピングモールの老人 - 西條康彦
- 市民A - 小野寺丈
- 市民B - 加瀬尊朗
- 市民C - 亀山忍
- 黒い影法師 - 嵯峨周平
- 日本丸出航セレモニー出席者 - 鈴木清[44][注釈 24]
- 避難所の負傷者 - 長谷川圭一[45][注釈 24]

### 声の出演
- 避難誘導のアナウンス - 重松和世
- ハネジロー - 河島順子
- スーパーヒッポリト星人 - 大友龍三郎
- ナレーター - 石坂浩二
- 予告編ナレーション - 真地勇志[注釈 24]

### 友情出演
- 万城目淳 - 佐原健二
- ヒビキ監督 - 木之元亮

### 特別出演
- キド医師 - 風見しんご
- 横浜市長 - 中田宏[注釈 25]
- サワイ国連事務総長 - 川地民夫

### スーツアクター
- ウルトラマンティガ[46]、ウルトラマンメビウス[13] - 岩田栄慶
- ウルトラマンダイナ[47] - 福田大助
- ウルトラマン[48] - 相馬絢也
- ウルトラマンジャック[49]、キングパンドン[50] - 岩崎晋弥
- ウルトラセブン[51]、キングシルバゴン[52] - 山本諭
- ウルトラマンエース[53] - 丸山貢治
- ウルトラマンガイア[54] - 福島龍成
- ウルトラマンメビウス[13] - 和田三四郎
- キングゲスラ[52] - 横尾和則
- キングゴルドラス[55] - 西村郎
- スーパーヒッポリト星人[56] - 末永博志
- ウルトラマンガイア[54] - 寺井大介[注釈 24]

## スタッフ
- 監修 - 円谷一夫
- 製作 - 森島恒行、竹中一博、川城和実、吉川昌之、林尚樹、髙田佳夫、横田清、高野力、佐藤宗平、藤木幸夫、松本輝起
- チーフプロデューサー - 鈴木清
- 脚本 - 長谷川圭一
- 撮影 - 高橋創
- 照明 - 武山弘道
- 美術監督 - 大澤哲三
- 美術デザイナー - 稲付正人
- 録音 - 石貝洋
- 操演 - 根岸泉、上田健一
- 助監督 - 安原正恭
- 殺陣 - 岡野弘之
- 編集 - 松木朗
- 監督補 - 日暮大幹
- 音楽 - 佐橋俊彦
- 音楽特別参加 - 冬木透
- 製作協力プロデューサー - 渋谷浩康、小山信行
- 装飾 - 山下順弘
- 背景 - 島倉二千六
- キャラクター制作 - 開米プロダクション
- 造型プロデューサー - 開米敏雄
- VFX スーパーバイザー - 斉藤隆明
- エフェクトアニメーションスーパーバイザー - 藤下忠男
- VFX コーデイネーター - 日暮大幹
- CGI監督/プロデューサー/スーパーバイザー - 渡部健司
- キャラクターデザイン・イメージボード - 酉澤安施
- タイトルロゴ・ポスターデザイン - 佐久間武彦
- フラダンス指導 - 良田早
- ハワイアン指導 - 岩佐三郎
- 宣伝協力 - 講談社
- 映像出典
  - 『ウルトラマン』第1話・第3話・第4話・第6話・第21話・第24話・第39話
  - 『ウルトラセブン』第3話・第4話・第5話・第8話・第38話・第48話・第49話
  - 『帰ってきたウルトラマン』第1話・第4話・第28話・第37話・第40話
  - 『ウルトラマンA』第1話・第14話・第28話
  - 『ウルトラマンティガ』第29話・第44話
  - 『ウルトラマンダイナ』第1話・第49話・第50話・第51話
  - 『ウルトラマンガイア』第1話・第3話・第49話・第50話・第51話
  - 映画『ウルトラマンメビウス&ウルトラ兄弟』
- 制作協力 - 横浜市、財団法人横浜開港150周年協会
- 「大決戦!超ウルトラ8兄弟」製作委員会（円谷プロダクション、バンダイ、バンダイビジュアル、バンプレスト、中部日本放送、電通、小学館、IMAGICA、電通テック、FMヨコハマ、松竹）
- 監督・特技監督 - 八木毅

## 主題歌
主題歌「LIGHT IN YOUR HEART」
作詞 - KOMU / 作曲 - 加藤裕介 / 編曲 - Yoshimasa Kawabata / コーラスアレンジ - 鈴木弘明 / 歌 - V6
この曲は主演の長野が選曲したもので他に3曲ほど候補曲が挙がっていたが、この曲がウルトラマンの持つ「光」のイメージに最も近かったという。なお、実際に使われたのは、当時はウルトラマン限定盤のみの収録だったMovie Versionで、間奏やアウトロが延長され、原曲より1分近く長くなっている。『ウルトラマンシリーズ放送開始50年 ウルトラマン主題歌大全集 1966-2016』（2016年3月2日発売、日本コロムビア）にはMovie Versionのみ収録。
挿入歌「渚の約束」
作詞 - 森由里子 / 作曲 - サム・イワサ / 編曲 - 池毅 / 歌 - ダンディ4&メグ
挿入曲「ウルトラマンの歌」
作曲 - 宮内國郎 / 編曲 - 星出尚志 / 演奏 - 横浜市消防音楽隊

### 音楽
- 音楽は『ウルトラマンパワード』『ガイア』『メビウス』を担当した佐橋俊彦が、前作『ウルトラマンメビウス&ウルトラ兄弟』に引き続き担当。自身の手がけたメビウスのBGMのフレーズと前作映画のテーマおよび矢野立美が手がけたティガのBGMの一部がアレンジで利用されている。それ以外は全て新曲である。佐橋俊彦によるティガ以前の旧作のアレンジはないが、本作品では「音楽特別参加」というかたちで冬木透が参加し、旧作の歌やBGMなどのフレーズなどを盛り込んだ「立て!ウルトラ昭和」という楽曲を作・編曲している。

## コミカライズ版
樋口大輔版
- 講談社 テレまんがヒーローズ2008年夏号に掲載。
  - 物語冒頭からティガ覚醒までの話を若干アレンジを加えて忠実に描かれている。映画には登場しなかったCREW GUYSのメンバーも登場している。

内山まもる版
- 小学館 てれびくん2008年10月号掲載。
  - ティガ覚醒から対ギガキマイラ戦までウルトラマンと怪獣のバトルを主軸に物語が進む。

## タイアップなど
- 今作ではシリーズ初のオリジナルのマナーCMが作成された。内容は、ウルトラ8兄弟が映画館の席に揃った瞬間、スーパーヒッポリト星人が周りを顧みずに携帯電話で通話していたところをウルトラ8兄弟が『上映中の携帯の使用』、『上映中の撮影・録音』などの禁止事項を挙げてスーパーヒッポリト星人に注意を促すというもの。DVD・ブルーレイにも映像特典として収録されている。
- ティガの変身アイテム「DXスパークレンス」が、本作品公開にちなんで再発売された[注釈 26]。
- 公開前には、でん六とのコラボということで「ウルトラマン アソート」が期間限定で発売され、商品のバーコードをハガキに貼って送ると、本作品の親子鑑賞券が貰えるという企画があった。

### 番組出演
本作品の公開に前後して、宣伝を兼ねる形でいくつかの番組に出演者が出演している。
関口宏の東京フレンドパークII
2008年9月15日放送回に長野、五十嵐、吉本の3人が出演したほか、3人を応援するためティガとメビウスも駆けつけた。またこの回のハイパーホッケーのホンジャマカのコスプレはウルトラマンにちなみ、バルタン星人（恵）とレッドキング（石塚）だった。この回は、ダイゴ役の長野、ミライ役の五十嵐、レナ役の吉本の3人が金貨6枚でグランドスラムを達成した回でもある。
クイズ!ヘキサゴンII
2008年9月10日放送回にハヤタ役の黒部、ダン役の森次が当番組のレギュラーで出ているアスカ役のつるのと共演。司会の島田紳助に黒部はウルトラマンガンコ、森次はウルトラマンノンビリといじられた。ちなみに3人のペーパーテストの結果は、つるのは22点で10位、黒部は17点で11位、森次は13点で15位だった。

## 映像ソフト化
2009年1月23日発売。発売・販売元はバンダイビジュアル。ウルトラマンの映画作品としては初めて、ブルーレイディスクが発売された。
- 大決戦!超ウルトラ8兄弟 DVD通常版（1枚組）
  - 映像特典
    - 特報・劇場予告編・TVスポット集
    - 劇場マナーCM
    - PV
    - デジタルギャラリー

  - 封入特典
    - 作品解説書（プレスシートリサイズver.）
- 大決戦!超ウルトラ8兄弟 DVDメモリアルボックス（2枚組・初回限定生産）
  - ディスク1：本編DVD
    - 映像特典（通常版と同様）
    - 音声特典
      - オーディオコメンタリー（監督：八木毅×脚本：長谷川圭一×CGI監督：渡部健司×チーフプロデューサー：鈴木清×監督補：日暮大幹）

  - ディスク2：特典DVD
    - スペシャルメイキング 魅力のすべて
    - 製作発表から舞台挨拶まで
    - 3D映像

  - 封入特典
    - 作品解説書（通常版と同様）
    - 絵コンテ集
    - レプリカ台本（「ウルトラマンメビウス&ウルトラ兄弟2」掲載）
    - 3Dメガネ（特典DVD収録の3D映像用メガネ）

  - 特製アウターケース付き
- 大決戦!超ウルトラ8兄弟 ブルーレイ版（1枚組）
  - 映像特典（DVD通常版と同様）
  - 音声特典（DVDメモリアルボックスと同様）
  - 封入特典（DVD通常版と同様）